# (541106) 2018 RL13
(541106) 2018 RL13 es un asteroide perteneciente al cinturón de asteroides descubierto el 23 de octubre de 2006 por el equipo del Mount Lemmon Survey desde el Observatorio del Monte Lemmon, Arizona, Estados Unidos.

## Designación y nombre
Designado provisionalmente como 2018 RL13.

## Características orbitales
2018 RL13 está situado a una distancia media del Sol de 2,568 ua, pudiendo alejarse hasta 3,176 ua y acercarse hasta 1,961 ua. Su excentricidad es 0,236 y la inclinación orbital 4,835 grados. Emplea 1503,85 días en completar una órbita alrededor del Sol.

## Características físicas
La magnitud absoluta de 2018 RL13 es 17,9. 